# Горноджумайски събития
Горноджумайските събития са наказателна акция на дейци на десницата във Вътрешната македонска революционна организация срещу представителите на левицата, участници в заговора и убийството на Тодор Александров през 1924 година.

## Майски манифест
На 6 май 1924 година във Виена след преговори за обединение с Централния комитет на Македонската федеративна организация членовете на Централния комитет на ВМРО Петър Чаулев и генерал Александър Протогеров подписват т.нар. Майски манифест за сътрудничество с Коминтерна и за включването на македонското освободително движение в „единен балкански революционен фронт“. Двамата членове на ЦК подписват манифеста и от името на третия Тодор Александров, който напуска преговорите, но дава съгласие да бъде подписан от тяхно име. След като разбира съдържанието на манифеста Тодор Александров се опитва да осуети публикуването му, успява да разубеди генерал Протогеров и на 1 август 1924 година двамата оттеглят подписите си. Дейците на левицата във ВМРО, начело с Алеко Василев и Георги Атанасов, организират заговор срещу Тодор Александров и той е убит на 31 август край село Сугарево.

## Убийства
След убийството на Тодор Александров десницата в организацията е оглавена от неговия помощник Иван Михайлов, като в подготовката на отмъщението участват Наум Томалевски, Кирил Пърличев, Петър Шанданов, Кирил Дрангов, Панчо Михайлов, Асен Даскалов, Йордан Гюрков и други. Като участници в заговора срещу Тодор Александров са заподозрени няколко дейци на МФО, както и ръководителите на Илинденската организация Георги Занков и Арсени Йовков. За предстоящата разправа е уведомен военният министър Иван Вълков, като между ВМРО и военното разузнаване се поддържа постоянна връзка.
За 12 септември в Горна Джумая е насрочено събрание, което да доведе до разрешаване на споровете между ВМРО и ръководството на Илинденската организация. По време на събранието, проведено в Хотел „Париж“, група, ръководена от Кирил Дрангов, напада и убива Алеко Василев и още 20-ина негови привърженици. Пощаден е само генерал Протогеров като единствен останал член на ЦК след убийството на Тодор Александров и измяната на Петър Чаулев. Георги Атанасов успява да избяга от сградата на хотела, но е заловен в града и е убит от Асен Даскалов.
Представителите на Илинденската организация, които са в Горна Джумая за срещата, чуват престрелката и се укриват в местна казарма, откъдето ги качват на влака за София. При Кочериново влакът е настигнат от два автомобила, след което са заловени Петър Ацев и Михаил Чаков, а Арсени Йовков е убит, но Георги Занков успява да се спаси.
Същия ден в София са убити Димо Хаджидимов и съдията и офицер от българската армия Владислав Ковачев. Разгромени са и привържениците на Алеко Василев в Пиринско. През следващите дни в Припечене са убити физическите убийци на Тодор Александров – Щерьо Влахов и Динчо Вретенаров, в Пловдив – Чудомир Кантарджиев (17 септември), в Банско – Александър Буйнов (27 септември), а в Мустафа паша – Георги Скрижовски (февруари 1925).

## Оценка
В българската историография Горноджумайските събития се оценяват като етап от предизвиканата от Коминтерна криза във ВМРО и последна стъпка към окончателното отделяне на комунистическите крила от организацията, като ВМРО (обединена). В македонистката историография 12 септември е обявен за ден на геноцид над македонския народ, като числото на загиналите, което е около 35 души, се преувеличава значително. Не се взима предвид, че значителна част от дейците на левицата като Атанасов, Кантарджиев, Буйнов, Петър Говедаров и други дори не са родом от Македония.